# VCAM-1
VCAM-1(Vascular cell adhesion protein 1, vascular cell adhesion molecule 1, 혈관 세포 접착 분자 1) 또는 분화 클러스터 106(CD106)으로도 알려진 혈관 세포 접착 단백질 1은 인간에서 VCAM1 유전자에 의해 인코딩되는 단백질이다. VCAM-1은 세포 접착 분자로 기능한다.

## 구조
VCAM-1은 항체와 T 세포 수용체를 포함한 단백질 슈퍼패밀리인 면역글로불린 슈퍼패밀리의 구성원이다. VCAM-1 유전자는 6개 또는 7개의 면역글로불린 도메인을 포함하고 있으며, 내피 세포가 사이토카인에 의해 자극된 후에만 대혈관과 소혈관 모두에서 발현된다. 이는 대안적으로 인간의 서로 다른 이소형을 암호화하는 두 개의 알려진 RNA 전사체로 연결된다. 유전자 산물은 Ig 수퍼패밀리의 구성원인 I형 막 단백질인 세포 표면 시알로당단백질이다.